# Oberndorf bei Schwanenstadt
Oberndorf bei Schwanenstadt is een gemeente in de Oostenrijkse deelstaat Opper-Oostenrijk, gelegen in het district Vöcklabruck. De gemeente heeft ongeveer 1400 inwoners.

## Geografie
Oberndorf bei Schwanenstadt heeft een oppervlakte van 6 km². De gemeente ligt in het zuidwesten van de deelstaat Opper-Oostenrijk.

- Gemeinsame Normdatei: 408933-9
- Virtual International Authority File: 133463256